# 整體病毒科
整體病毒科（Totiviridae）是雙鏈RNA病毒的一個科，包含五個屬約30種病毒，其中有三個屬為感染蘭氏賈第鞭毛蟲、利什曼原蟲與陰道毛滴蟲等古蟲的病毒，另外兩個屬（整體病毒屬與維多利亞病毒屬）為感染真菌的真菌病毒。

## 病毒學
整體病毒科病毒的病毒顆粒不具有包膜，直徑約為40奈米。其基因組為單一的線型雙股RNA，長4.6–6.7kb，有GAG與POL兩個有部分區域重疊的開放閱讀框，分別編碼衣殼蛋白與RNA複製酶，基因組的5′非轉譯區有一內部核糖體進入位點（IRES）為轉譯起始的區域，核糖體將GAG的開放閱讀框轉譯完後，有一定機率發生-1核糖體移碼使轉譯繼續，形成一個GAG與POL組成的融合蛋白，不過也有部分本科病毒（例如感染维多利亚长蠕孢的真菌病毒Hv190SV）可能在此區域有轉譯先終止再開始的機制，因此產生獨立的POL蛋白。